# Ramóna Farkasdi
Ramóna Farkasdi (28 de septiembre de 1993) es una deportista húngara que compite en piragüismo en la modalidad de aguas tranquilas. Ganó una medalla de oro en el Campeonato Mundial de Piragüismo de 2017 y una medalla de oro en el Campeonato Europeo de Piragüismo de 2017, ambas en la prueba de K2 1000 m.

## Palmarés internacional
| Campeonato Mundial | Campeonato Mundial       | Campeonato Mundial | Campeonato Mundial |
| Año                | Lugar                    | Medalla            | Competición        |
| ------------------ | ------------------------ | ------------------ | ------------------ |
| 2017               | Račice (República Checa) | Medalla de oro     | K2 1000 m          |
| Campeonato Europeo |                          |                    |                    |
| Año                | Lugar                    | Medalla            | Competición        |
| 2017               | Plovdiv (Bulgaria)       | Medalla de oro     | K2 1000 m          |